# Tercio Viejo de Nápoles

Enseña del Tercio Viejo de Nápoles.

El Tercio Viejo de Nápoles fue una de las unidades más prestigiosas de los tercios españoles durante la época de la Casa de Austria y es conocido como "tercio viejo" por ser la unidad más antigua de este cuerpo.

## Creación
El Tercio Viejo de Nápoles nació con las ordenanzas de Carlos I de España de 1534 y 1536 que regulaban la formación de los tres primeros tercios: el Tercio Viejo de Nápoles, el Tercio Viejo de Sicilia y el Tercio Viejo de Lombardía. 
No obstante, hay que señalar que en un principio el Tercio Viejo de Nápoles también agrupaba el de Sicilia, denominándose Tercio Viejo de Nápoles y Sicilia, pero pronto se escindiría en dos: el Tercio Viejo de Nápoles y el Tercio Viejo de Sicilia. Con estas ordenanzas, el rey formaba las bases de las tropas que durante siglo y medio dieron a España una hegemonía sobre otras naciones europeas de aquellos dos siglos, el siglo XVI y el XVII.
Este Tercio recibió inicialmente el nombre de su Maestre de Campo, Francisco Sarmiento, siendo conocido como Tercio de Sarmiento. Uno de sus primeros actos de guerra es la conquista y defensa de Castelnuovo (en la costa montenegrina), donde perece gran parte de las tropas así como el Maestre de Campo.
Este tercio estaba formado siempre por españoles,[cita requerida] a pesar de que en su nombre esté el nombre de la ciudad de Nápoles.
La denominación de tercio viejo se debía a que (además de que fue uno de los primeros tercios en crearse) dentro del tercio se hallaban las tropas de más antigua data en Italia.[cita requerida]

## Acantonamiento
En un principio, el tercio viejo de Nápoles tenía a su cargo las guarniciones de Campania, con las provincias de Avellino, Benevento, Caserta, Salerno y, cómo no, Nápoles. Además guarnicionaba los castillos de Castel dell'Ovo, Rocasecca (cerca de Montecassino) y las plazas fuertes de la Gaeta y Castelnuovo (a las puertas de Nápoles), así como pequeños destacamentos en las islas de Capri, Ischia y Procide.
Claro está que el tercio viejo de Nápoles, a causa de los continuos conflictos en las provincias del Imperio español, tuvo que desplazarse desde sus guarniciones en varias ocasiones, como en las luchas de Flandes.